# 博万
博万（法語：Bauvin，法語發音：[bovɛ̃]）是法国上法兰西大区北部省的一个市镇，位于该省中部偏南，属于里尔区。

## 地理
博万（50°30'51"N, 2°53'53"E）面积3.85 平方千米，位于法国上法蘭西大區北部省，该省份为法国最北部的省份及最长的省份，西北濒北海，西接加来海峡省，南至埃纳省和索姆省，东与比利时接壤。
与博万接壤的市镇（或旧市镇、城区）包括：韦普地区桑甘、默尔尚、阿讷兰、比利贝尔克洛、普罗万、万格勒。
博万的时区为UTC+01:00、UTC+02:00（夏令时）。

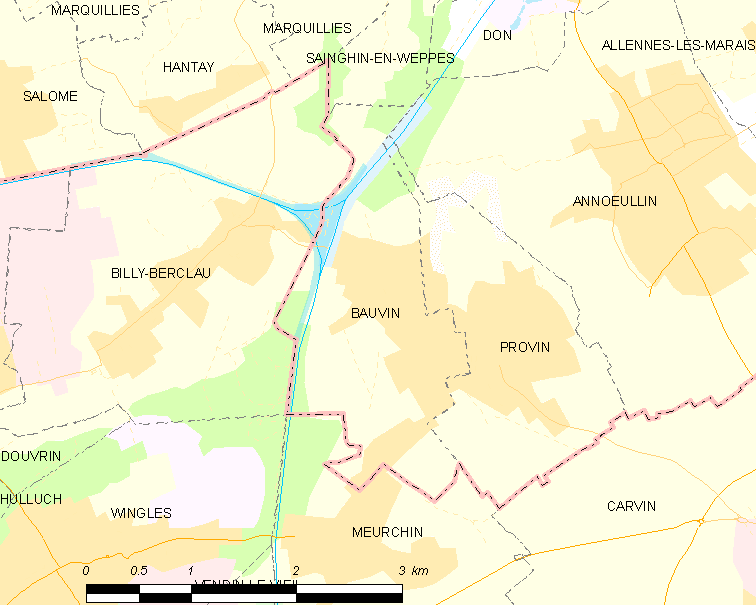
博万的OSM定位图

## 行政
博万的邮政编码为59221，INSEE市镇编码为59052。

## 政治
博万所属的省级选区为阿讷兰县。

## 人口

1962-2008年间博万人口变化图示

博万于2022年1月1日时的人口数量为5124人。